# Impacto total
Impacto TV del 97 al 98, Noche de Impacto del 98 a 2005 e Impacto Total en 2007) es un programa de televisión documental que emite por Antena 3 Television en 1997. Se trata de los vídeos más espectaculares e impactantes de la tele. El espacio está basado en un formato de la NBC que se ha vendido a más de 140 países y que ofrece las imágenes más espectaculares que se han producido en cualquier parte del planeta.

## Mecánica
Los contenidos de Impacto total se vertebran en torno a tres grandes apartados:
- Sección basada en el formato The World Most Amazing Videos: las imágenes más asombrosas procedentes del espacio americano de la NBC tendrán cabida en este apartado que ofrecerá desde los rescates más impactantes, a persecuciones policiales de alta tensión, pasando por los desastres naturales que hayan sido captados por una cámara.
- Sección de videoaficionados: los vídeos que envíen los espectadores y las imágenes impactantes que hayan filmado los videoaficionados constituirán una de las partes fundamentales de Impacto Total.
- Sección de actualidad: en esta sección, se recordarán sucesos como la impresionante granizada caída sobre Bogotá, la demolición de un edificio en Las Vegas o la explosión perpetrada en un partido de baloncesto en Jerusalén...

## Versiones del programa
Estrenado en EE. UU. en marzo de 1999, en la cadena NBC, el espacio se ha vendido en estos más de ocho años de historia a más de 140 países, que lo han adquirido para su adaptación en cada lugar. En EE. UU., de la prestigiosa cadena norteamericana, el formato se trasladó al canal de pago Spike TV, donde actualmente se sigue emitiendo con éxito.
En España, en su primera temporada, 1997-1998, se llamó Impacto TV y entre 1998 y 2005 Noche de Impacto. En la temporada 2004-2005 Liborio García y Vanesa Romero asumen las tareas de presentación en sustitución de Carlos García. En 2007, la presentación pasó a Ximo Rovira ya con el título de Impacto total.
Tras su emisión en Antena 3, han sido varias cadenas del mismo grupo las que han reemitido el programa. Entre ellas se encuentran Antena.Nova, Nitro.